# Vincent Commin
Vincent Commin est un éditeur et libraire parisien de la fin du XVe siècle.

## Éléments biographiques

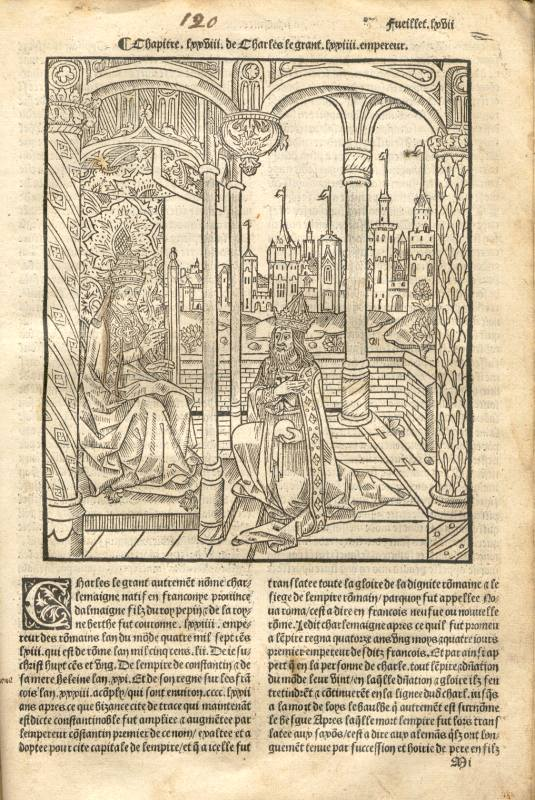
Iconographie représentant le pape Léon III et Charlemagne dans l'incunable "La Mer des Hystoires".

Vincent Commin et Antoine Vérard sont deux éditeurs et libraires parisiens ayant pignon sur rue et éditant des incunables auprès d'imprimeurs réputés, notamment Pierre Le Rouge, imprimeur du roi, avec lequel ils collaborent jusqu'à la mort de celui-ci survenue en 1493, puis avec son fils, Guillaume Le Rouge qui reprend l'imprimerie de son père.
La librairie de Vincent Commin, à l'enseigne de la rose, était située rue Neuve-Notre-Dame. Sur l'incunable de La Mer des Histoires est indiqué : "Vincent Commin demourant a lenseigne de la rose en la rue noeufue de Nostredame de paris et imprime par Maistre Pierre le Rouge libraire & imprimeur du Roy Nostresire". Un arrêt du Parlement de Paris du 8 janvier 1486 lui permet de vendre à Sens et ailleurs les Bréviaires et Missels de ce diocèse imprimés par ou pour lui.
Commin, tout comme Vérard, est à la charnière entre l'édition manuscrite enluminée et l'édition moderne imprimée. Ils combinent les deux techniques en faisant imprimer des ouvrages illustrés de gravures sur bois, moins chers, dont ils font ensuite tirer des exemplaires sur vélin qui sont enluminés à la main pour des clients fortunés. Ils obtiennent ainsi des ouvrages qui ressemblent de près aux manuscrits précieux composés à la main.
En juillet 1488, Commin fait éditer par Pierre Le Rouge, La Mer des Hystoires, qui est une traduction du Rudimentum novitiorum publié à Lübeck en 1475. La Mer des Hystoires se présente en deux volumes in-folio, dont le texte est en caractères gothiques, et disposé sur deux colonnes. Les deux volumes débutent par une très belle et très grande lettrine. Le colophon f° ss6v° : "Ce présent volume fust acheve ou mois de fevrier pour Vincent Commin marchant demourant a l'enseigne de la rose en la rue noeufve de Nostre Dame de Paris et imprime par Maistre Pierre le Rouge libraire et imprimeur du Roy Nostre Sire lan MilCCCCiiiixx et viii".

## Quelques livres édités par Commin
- 1488 : Martyrologium ou Le Martyrologe des saints in-folio.
- 1488 : La mer des hystoires. Tome 1. Incunable de Pierre Le Rouge pour Vincent Commin (libraire à Paris). (Rééditions pour Antoine Vérard en 1503[5]).
- 1491 : Heures à l'usage de Rome.
- 1491 : Les Heures de la Vierge ou Hore beate Marie Virginis ad usum ecclesie Romane[6].